# Richard Cumberland (dramatiker)
Richard Cumberland, född 19 februari 1732, död 7 maj 1811, var en brittisk dramatiker.
Cumberland skrev ett stort antal skådespel, de flesta komedier i den känslosamma stilen, såsom The brothers (1769), The West Indian (1771), The natural son (1785), vilka åtnjöt en stor popularitet hos samtiden. Cumberland har även skrivit en självbiografi, Memoirs (1806-07). Hans samlade skådespel utgavs i två band 1812.